# Región de Tahoua
La región de Tahoua es una de las siete divisiones administrativas de primer nivel de Níger. La capital es Tahoua. La región cubre 106 677 km².

## División administrativa
Tahoua está dividido en siete departamentos:
- Departamento de Bkonni
- Departamento de Bouza
- Departamento de Illela
- Departamento de Keita
- Departamento de Madoua
- Departamento de Tahoua
- Departamento de Tchin-Tabaraden